# Суччино
Суччино (якут. Суччун) — село в Среднеколымском улусе Республики Саха (Якутия) России. Входит в состав Мятисского 2-го наслега.

## География
Находится в северо-восточной части Якутии, в пределах Колымской низменности, в правобережной части долины реки Алазеи.

### Климат
Климат характеризуется как резко континентальный. Средняя температура воздуха самого тёплого месяца (июля) составляет +12 °C; самого холодного (января) −38 °C. Летом может достигать до +30°; а зимой доходит до -50°. Среднегодовое количество атмосферных осадков составляет 150—200 мм.

## Население
| 2002 | 2010 | 2021 |
| ---- | ---- | ---- |
| 57   | ↘33  | ↘10  |